# Artiguelouve
Artiguelouve är en kommun i departementet Pyrénées-Atlantiques i regionen Nouvelle-Aquitaine i sydvästra Frankrike. Kommunen ligger i kantonen Lescar som tillhör arrondissementet Pau. År 2022 hade Artiguelouve 2 025 invånare.

## Befolkningsutveckling
Antalet invånare i kommunen Artiguelouve
| Referens: INSEE |